# Kanumarathon-Weltmeisterschaften 2024
Die 31. Kanumarathon-Weltmeisterschaften fanden vom 19. bis 22. September 2024 im kroatischen Metković stattfinden.
Veranstalter war die ICF.
Die Länge der Strecke betrug je nach Wettbewerb 3,4 km, 15,4 km, 26,2 km oder 29,8 km.

## Medaillengewinner

### Herren

#### Canadier
| Disziplin     | Gold                                  | Zeit         | Silber                         | Zeit         | Bronze                              | Zeit         |
| ------------- | ------------------------------------- | ------------ | ------------------------------ | ------------ | ----------------------------------- | ------------ |
| C1            | Polen Mateusz Borgieł                 | 1:44:00,95 h | Spanien Manuel Antonio Campos  | 1:45:06,65 h | Portugal Rui Lacerda                | 1:46:01,82 h |
| C1 Short Race | Spanien Ignacio Calvo                 | 14:51,24 min | Polen Mateusz Borgieł          | 14:55,07 min | Frankreich Thomas Dubois Dunilac    | 14:59,87 min |
| C2            | Polen Mateusz Borgiel Mateusz Zuchora | 1:53:01,90 h | Spanien Jaime Duro Oscar Grana | 1:53:33,16 h | Portugal Rui Lacerda Ricardo Coelho | 1:54:13,84 h |

#### Kajak
| Disziplin     | Gold                                   | Zeit         | Silber                                | Zeit         | Bronze                            | Zeit         |
| ------------- | -------------------------------------- | ------------ | ------------------------------------- | ------------ | --------------------------------- | ------------ |
| K1            | Dänemark Mads Pedersen                 | 2:03:28,75 h | Portugal José Ramalho                 | 2:05:53,21 h | Spanien Adrián Martín             | 2:06:14,22 h |
| K1 short race | Dänemark Mads Pedersen                 | 12:27,69 min | Südafrika Hamish Lovemore             | 12:41,25 min | Spanien Ivan Alonso Lage          | 12:49,68 min |
| K2            | Portugal José Ramalho Fernando Pimenta | 1:53:56,58 h | Frankreich Quentin Urban Jérémy Candy | 1:53:58,23 h | Ungarn Adrián Boros Tamás Erdélyi | 1:54:19,68 h |

### Damen

#### Canadier
| Disziplin     | Gold                   | Zeit         | Silber                 | Zeit         | Bronze                   | Zeit         |
| ------------- | ---------------------- | ------------ | ---------------------- | ------------ | ------------------------ | ------------ |
| C1            | Ukraine Ljudmyla Babak | 1:21:33,44 h | Ungarn Zsófia Kisbán   | 1:22:27,61 h | Ukraine Olena Tsyhankova | 1:23:11,79 h |
| C1 short race | Ungarn Zsófia Kisbán   | 16:48,93 min | Ukraine Ljudmyla Babak | 17:07,88 min | Ukraine Olena Tsyhankova | 17:34,09 min |

#### Kajak
| Disziplin     | Gold                              | Zeit         | Silber                                     | Zeit         | Bronze                                 | Zeit         |
| ------------- | --------------------------------- | ------------ | ------------------------------------------ | ------------ | -------------------------------------- | ------------ |
| K1            | Schweden Melina Andersson         | 1:58:37,51 h | Ungarn Vanda Kiszli                        | 1:58:43,42 h | Ungarn Emese Kőhalmi                   | 1:59:21,09 h |
| K1 short race | Schweden Melina Andersson         | 14:02,03 min | Ungarn Emese Kőhalmi                       | 14:08,58 min | Ungarn Vanda Kiszli                    | 14:09,90 min |
| K2            | Ungarn Zsóka Csikós Emese Kőhalmi | 1:53:01,90 h | Südafrika Saskia Hockly Christie MacKenzie | 1:53:33,16 h | Schweden Melina Andersson Ella Richter | 1:54:13,84 h |

## Medaillenspiegel
| Platz  | Land       | Gold | Silber | Bronze | Gesamt |
| ------ | ---------- | ---- | ------ | ------ | ------ |
| 1      | Ungarn     | 2    | 3      | 3      | 8      |
| 2      | Polen      | 2    | 1      | 0      | 3      |
| 3      | Schweden   | 2    | 0      | 1      | 3      |
| 4      | Dänemark   | 2    | 0      | 0      | 2      |
| 5      | Spanien    | 1    | 2      | 2      | 5      |
| 6      | Portugal   | 1    | 1      | 2      | 4      |
| 6      | Ukraine    | 1    | 1      | 2      | 4      |
| 8      | Südafrika  | 0    | 2      | 0      | 2      |
| 9      | Frankreich | 0    | 1      | 1      | 2      |
| Gesamt | Gesamt     | 11   | 11     | 11     | 33     |